# Bataille de Fort Duquesne
Guerre de Sept Ans
Batailles
- Minorque (navale) (1756)
- Pirna (1756)
- Lobositz (1756)
- Reichenberg (1757)
- Prague (1757)
- Kolin (1757)
- Hastenbeck (1757)
- Gross-Jägersdorf (1757)
- Moys (1757)
- Rochefort (1757)
- Rossbach (1757)
- Breslau (1757)
- Leuthen (1757)
- Carthagène (navale) (1758)
- Olomouc (1758)
- Saint-Malo (1758)
- Rheinberg (1758)
- Krefeld (1758)
- Domstadl (1758)
- Cherbourg (1758)
- Zorndorf (1758)
- Saint-Cast (1758)
- Tornow (1758)
- Lutzelberg (1758)
- Hochkirch (1758)
- Bergen (1759)
- Kay (1759)
- Minden (1759)
- Kunersdorf (1759)
- Neuwarp (navale) (1759)
- Hoyerswerda (1759)
- Baie de Quiberon (navale) (1759)
- Maxen (1759)
- Meissen (1759)
- Glatz (1760)
- Landshut (1760)
- Corbach (1760)
- Emsdorf (1760)
- Dresde (1760)
- Warburg (1760)
- Liegnitz (1760)
- Rhadern (1760)
- Berlin (1760)
- Kloster Kampen (1760)
- Torgau (1760)
- Belle-Île (1761)
- Langensalza (1761)
- Cassel (1761)
- Grünberg (1761)
- Villinghausen (1761)
- Ölper (1761)
- Kolberg (1761)
- Wilhelmsthal (1762)
- Burkersdorf (1762)
- Lutterberg (1762)
- Reichenbach (1762)
- Almeida (1762)
- Valencia de Alcántara (1762)
- Nauheim (1762)
- Vila Velha de Ródão (1762)
- Cassel (1762)
- Freiberg (1762)

- Jumonville Glen (1754)
- Fort Necessity (1754)
- Fort Beauséjour (1755)
- 8 juin 1755
- Monongahela (1755)
- Petitcoudiac (1755)
- Lac George (1755)
- Fort Bull (1756)
- Fort Oswego (1756)
- Kittanning (1756)
- En raquettes (1757)
- Pointe du Jour du Sabbat (1757)
- Fort William Henry (1757)
- German Flatts (1757)
- Lac Saint-Sacrement (1758)
- Louisbourg (1758)
- Le Cran (1758)
- Fort Carillon (1758)
- Fort Frontenac (1758)
- Fort Duquesne (1758)
- Fort Ligonier (1758)
- Québec (1759)
- Fort Niagara (1759)
- Beauport (1759)
- Plaines d'Abraham (1759)
- Sainte-Foy (1760)
- Neuville (1760)
- Ristigouche (navale) (1760)
- Mille-Îles (1760)
- Signal Hill (1762)

- Cap-Français (1757)
- Martinique (1759)
- Guadeloupe (1759)
- Dominique (1761)
- Martinique (1762)
- Cuba (1762)

- Chandernagor (1757)
- Plassey (1757)
- Gondelour (1758)
- Négapatam (navale) (1758)
- Condore (1758)
- Madras (1758)
- Pondichéry (navale) (1759)
- Masulipatam (1759)
- Chinsurah (1758)
- Wandiwash (1760)
- Pondichéry (1760-1761)
- Manille (1762)

- Saint-Louis (1758)
- Gorée (1758)
- Gambie

La bataille de Fort Duquesne, qui a lieu en septembre 1758, oppose les forces britanniques du général Forbes à la garnison française de Fort Duquesne, dans la vallée de l'Ohio, pendant la guerre de la Conquête (1754-1760), intégrée à partir de 1756 dans le conflit général de la guerre de Sept Ans.
Les Français sortent victorieux d'un affrontement ponctuel avec l'avant-garde de Forbes le 13 septembre, mais, menacés par des forces bien supérieures en nombre, détruisent et abandonnent le fort le 25 novembre. Les Britanniques y établissent un nouveau fort, Fort Pitt, origine de la ville de Pittsburgh (Pennsylvanie).

## Préliminaires
À l'été 1758, le commandant britannique John Forbes lance une campagne pour la prise du fort Duquesne. Le plan de Forbes consiste en une avancée lente et méthodique en construisant des forts et des points de ravitaillement. Son détachement, qui est constitué par 6 000 hommes (réguliers et miliciens), part de Carlisle en Pennsylvanie. 
Après la traversée des Monts Allegheny, à l'approche du fort Duquesne, Forbes envoie le major James Grant en reconnaissance avec 800 hommes (11 septembre). Forbes pense que le fort est tenu par 800 hommes (500 Français et 300 Amérindiens), une force trop importante pour être attaquée par le détachement de Grant. 

## La bataille du 13 septembre
Grant, arrivé aux abords du fort le 13 septembre, estime que la garnison est de seulement 200 hommes. Il envoie  50 hommes en reconnaissance. Ceux-ci ne détectent aucun ennemi hors du fort, mais en réalité, plusieurs centaines de combattants français ou amérindiens bivouaquent dans la forêt et peuvent intervenir très rapidement. 
Les Anglais brûlent un entrepôt et reviennent à la position principale de Grant située à trois kilomètres du fort.

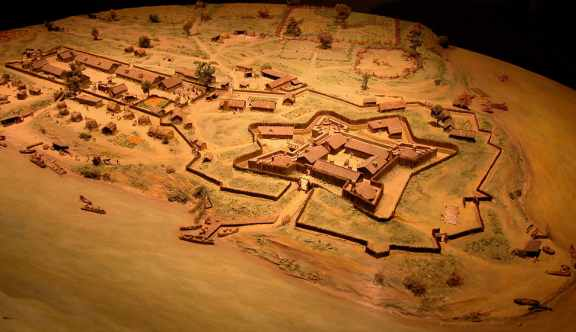
Maquette du fort Duquesne.

Le lendemain matin, Grant divise son unité en plusieurs colonnes. Le 77e bataillon, sous les ordres du capitaine McDonald, approche le fort ouvertement au son des tambours et des cornemuses afin d'attirer les troupes françaises et indiennes dans un piège, un groupe de 400 hommes attendant en embuscade en cas de sortie de la garnison. Une autre partie de la troupe est positionnée près du train de bagages sous le commandant du Virginien, Andrew Lewis (en).
La sortie d'une partie de la garnison, commandée par le capitaine Charles Philippe Aubry, déjoue le piège : elle  enfonce les troupes de McDonald et déborde les forces embusquées. Les hommes de Lewis quittent leurs positions d'attente pour renforcer les lignes britanniques. Les Français se positionnent sur un sommet et les forcent à se retirer. Les Amérindiens utilisent la forêt à leur avantage : « dissimulé par un épais feuillage, leurs feu destructeur ne pouvait être renvoyée sans aucun effet ». 

## Bilan
Lors de cette bataille, les forces britanniques subissent la perte de 342 hommes, dont 232 du 77e bataillon. Grant est fait prisonnier. Des huit officiers du contingent du Régiment de Virginie, cinq ont été tués, un blessé et Lewis lui-même est capturé. Le reste de la troupe parvient à rejoindre l'armée principale de Forbes et de Bouquet. 
Du côté français, les pertes sont de seulement 8 tués et 8 blessés.

## Les suites: le retrait des Français
Forbes décide alors d'attendre le printemps. Mais, en octobre 1758, Conrad Weiser, colon de Pennsylvanie négocie avec plusieurs tribus indiennes de la vallée de l'Ohio le traité d'Easton, par lequel elles abandonnent le camp français. Forbes amène alors ses troupes à proximité du fort Duquesne.
Estimant que la situation n'est pas tenable, le commandant de Fort Duquesne, François-Marie Le Marchand de Lignery, décide d'abandonner la place en la détruisant complètement. Le 26 novembre, la garnison met le feu au fort, le quitte sous le couvert de l'obscurité et se replie au Fort Machault. 
Lorsque les Britanniques arrivent sur le site du fort, ils sont confrontés à une vision atroce : les Amérindiens ont décapité plusieurs Écossais morts et ont empalé leurs têtes sur les pieux sur les murs du fort, avec leurs kilts montés par-dessous[réf. nécessaire].
Arrivé sur place le 25 novembre 1758, Forbes décide d'y construire un nouveau fort, appelé Fort Pitt, en l'honneur du Premier ministre William Pitt (c'est l'origine de la ville de Pittsburgh).

## Mémoire
Une plaque sur le tribunal du comté d'Allegheny, construit en 1901, commémore la bataille de Fort Duquesne. La colline où la bataille s'est déroulée s'appelle aujourd'hui est aujourd'hui un quartier de Pittsburgh, dont une rue s'appelle Grant Streeth.

### Sources et bibliographie
En français
- Les écrits d'Henry Bouquet, volume II « L'expédition Forbes » éd. par Donald Kent et al. (1951)
- Les écrits du Général John Cabot Forbes lors de son service militaire en Amérique du Nord (1938)
- Les écrits de George Washington, Séries coloniales, volume 5 octobre 1757-septembre 1758 ed par W. W. Abbott et al. (1988)
- Laurent Veyssière (dir.) et Bertrand Fonck (dir.), La guerre de Sept Ans en Nouvelle-France, Québec, Septentrion (Canada) et PUPS (France), 2012, 360 p. (ISBN 978-2-89448-703-7)

En anglais
- (en) Fred Anderson, Crucible of war : the Seven Years' War and the fate of empire in British North America, 1754-1766, New York, Alfred A. Knopf, 2000, 862 p. (ISBN 978-0-375-40642-3), p. 267-285
- (en) René Chartrand, Tomahawk and Musket : French and Indian raids in the Ohio Valley 1758, Oxford, Osprey, coll. « Raid » (no 27), 2012, 80 p. (ISBN 978-1-849-08564-9)
- (en) Bill Dolack, « Founder’s Son Leads Area Through Wars with French and British », Christian History Society of America, 2008 (consulté le 3 février 2010)
- (en) George Thornton Fleming, History of Pittsburgh and Environs : From Prehistoric Days to the Beginning of the American Revolution, vol. 1, New York et Chicago, The American Historical Society, 1922 (OCLC 18045743, lire en ligne)
- (en) Michael Norman McConnell, A country between : the upper Ohio Valley and its peoples, 1724-1774, Lincoln, University of Nebraska Press, 1992, 357 p. (ISBN 978-0-803-23142-9) ;
- (en) Ian K. Steele, Warpaths : Invasions of North America, New York et Oxford, Oxford University Press, 1994, 282 p. (ISBN 0-19-508222-2)
- (en) David Stewart, Sketches of the Character, Manners and Present State of the Highlanders of Scotland, 2 volumes, John Donald Publishers Ltd., Édimbourg, 1977 (1re éd. 1822)
- (en) Richard White, The middle ground : Indians, empires, and republics in the Great Lakes region, 1650-1815, Cambridge New York, Cambridge University Press, coll. « Cambridge studies in North American Indian history », 1991, 544 p. (ISBN 978-0-521-42460-8).